# Simon Després
Simon Després (né le 27 juillet 1991 à Laval, dans la province de Québec au Canada) est un joueur professionnel canadien de hockey sur glace. Il joue au poste de défenseur. Il évolue entre 2007 et 2011 avec les Sea Dogs de Saint-Jean de la Ligue de hockey junior majeur du Québec avec lesquels il remporte la coupe Memorial 2011 de la Ligue canadienne de hockey.

## Biographie

### Carrière junior

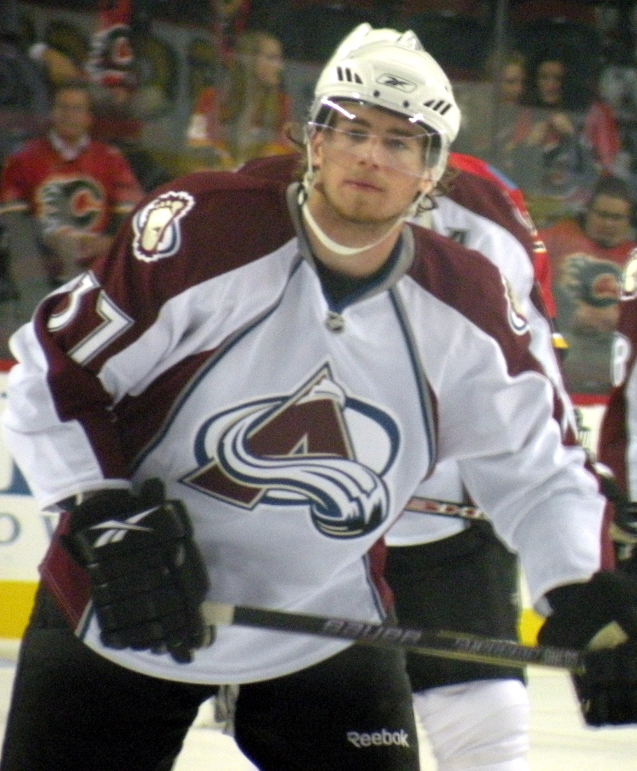
Ryan O'Reilly (sous les couleurs de l'Avalanche du Colorado) joue le championnat du monde moins de 18 ans avec Després.

Després commence sa carrière avec l'équipe Rousseau-Sports de Laval-Bourassa qui évolue dans la ligue de midget AAA en 2006-2007. Il joue son premier match dans la ligue AAA le 8 septembre 2006 et inscrit son premier but deux jours plus tard. En une quarantaine de matchs, il inscrit huit buts et réalise trente-et-une passes décisives. Son équipe termine à la troisième place du classement de la saison régulière mais finit neuvième des quarts de finale de la phase finale de la saison et arrête donc là sa course.
Il est le premier choix du repêchage de la Ligue de hockey junior majeur du Québec en 2007 par les Sea Dogs de Saint-Jean. Després fait ses débuts dans l'équipe junior lors de la saison 2007-2008 et son équipe se classe à la deuxième place de la division de l'Est. Lors des séries, les joueurs de Saint-Jean viennent à bout du Rocket de l'Île-du-Prince-Édouard en quatre rencontres en première ronde puis du Titan d'Acadie-Bathurst en six rencontres lors du deuxième tour ; ils chutent néanmoins en demi-finale de la Coupe du président en quatre rencontres contre les champions de la saison régulière, les Huskies de Rouyn-Noranda. Després est désigné à la fin de la saison dans l'équipe type des recrues de la ligue.
Lors de la  saison suivante, la LHJMQ change de format et met en place quatre divisions de quatre à six équipes ; les Sea Dogs rejoignent la division Maritime dans laquelle ils finissent à la troisième place du classement. Qualifiés pour les séries, les joueurs de Saint-Jean sont éliminés dès la première ronde en perdant en quatre rencontres contre les Screaming Eagles du Cap-Breton. Après la fin de la saison, Després participe en avril au championnat du monde moins de 18 ans avec l'équipe du Canada. Cette dernière chute en demi-finale en perdant 1-2 contre les États-Unis puis ils perdent également 4-5 à la suite d'une séance de tirs de fusillade lors du match pour la troisième place. Pour le tournoi, il est un des deux assistants avec Garrett Mitchell de Ryan O'Reilly, capitaine de la sélection nationale.
Lors du repêchage d'entrée 2009 de la Ligue nationale de hockey, il est sélectionné au premier tour, en 30e choix au total par les Penguins de Pittsburgh. Il participe au camp d'entraînement de l'équipe de la LNH mais est finalement renvoyé au sein de son équipe junior en septembre. Malgré tout, le 7 octobre 2009, il signe un contrat de trois ans avec les Penguins.
En 2009-2010, les Sea Dogs de Saint-Jean finissent la saison régulière avec cent-neuf points, le meilleur total de l'ensemble de la ligue et remportent alors le trophée Jean-Rougeau en tant que meilleure équipe mais également le trophée Robert-Lebel en tant qu'équipe ayant concédé le moins de buts. Ils accèdent par la suite à la finale de la Coupe du Président en éliminant tour à tour le Rocket de l'Île-du-Prince-Édouard, les Olympiques de Gatineau puis les Tigres de Victoriaville mais perdent cette finale 4-2 contre les Wildcats de Moncton. Després participe avec l'équipe LHJMQ au Défi Canada-Russie en 2007, 2008 et 2009.
La LHJMQ change une nouvelle fois de format en 2010-2011 avec seulement trois divisions de six équipes. Fin décembre, il participe avec l'équipe du Canada au championnat du monde junior qui se joue aux États-Unis. L'équipe nationale canadienne termine la première phase à la deuxième place de sa poule derrière la Suède ; ils accèdent malgré tout à la finale du tournoi mais perdent contre la Russie 5-3.
Després et ses coéquipiers des Sea Dogs terminent une nouvelle fois en tête de la ligue junior avec cette année cent-dix-neuf points. En plus des trophées Jean-Rougeau et trophée Robert-Lebel, l'équipe met également la main sur le trophée Luc-Robitaille en tant qu'équipe ayant inscrit le plus de but de la saison. Le joueur québécois est l'assistant capitaine de son équipe et il termine deuxième meilleur pointeur chez les défenseurs derrière Mark Barberio des Wildcats de Moncton ; il remporte par la suite le trophée Émile-Bouchard du meilleur défenseur de la LHJMQ après avoir aidé son équipe à remporter la Coupe du président à la fin des séries 2011 puis la Coupe Memorial 2011. Il inscrit le premier but de son équipe lors de la finale de la Coupe, un but en infériorité numérique.

### Carrière professionnelle

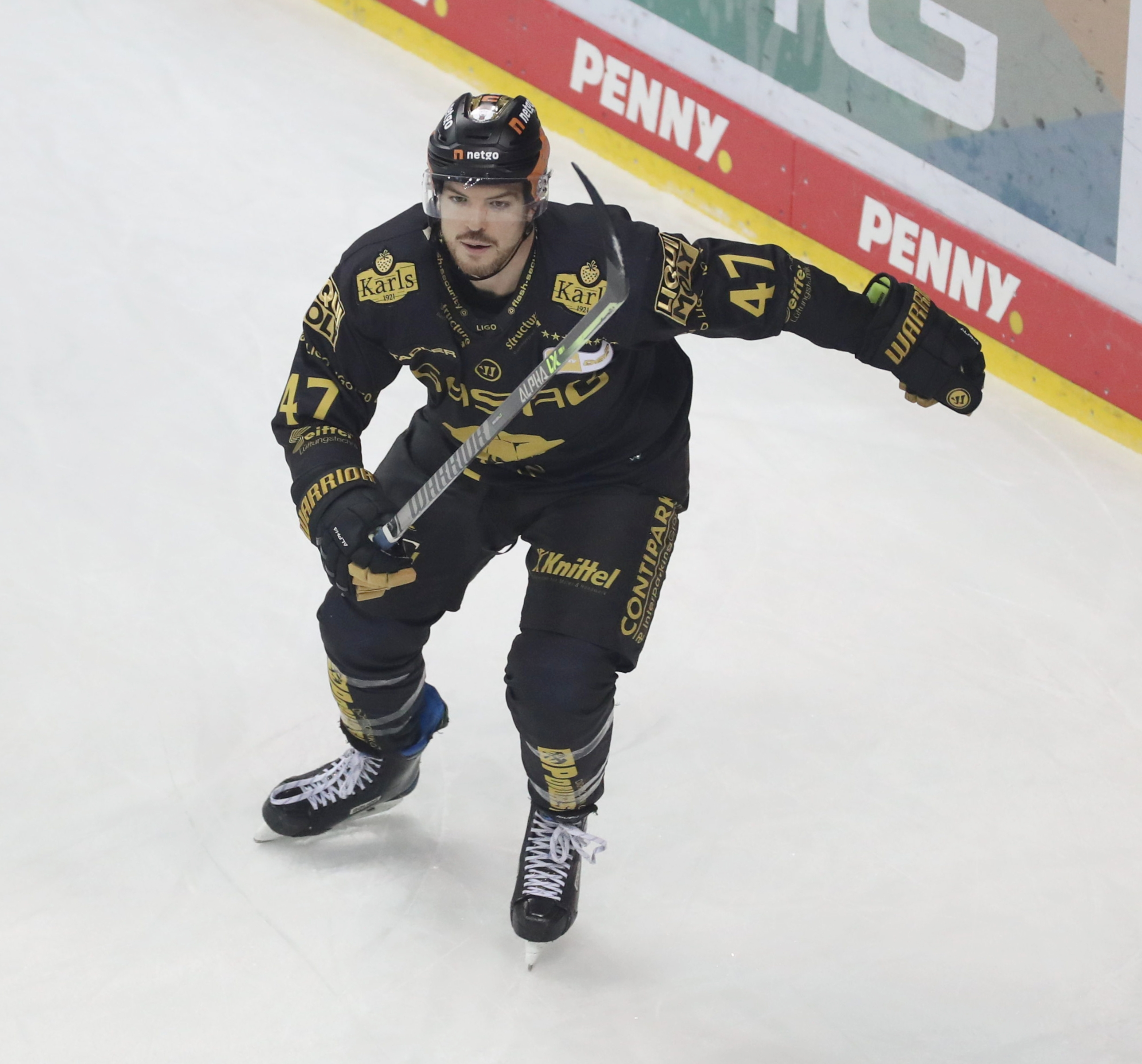
Simon Després (2021)

Simon Després commence la saison 2010-2011 dans la Ligue américaine de hockey en jouant avec les Penguins de Wilkes-Barre/Scranton, l'équipe affiliée à Pittsburgh dans la LAH. Après vingt-deux rencontres jouées dans la LAH, trois buts et quatre passes décisives, il est appelé à rejoindre les Penguins de Pittsburgh alors qu'Alexandre Picard fait le chemin inverse. Ainsi, il fait ses débuts dans la LNH le 1er décembre 2011 face aux Capitals de Washington et aux côtés de Robert Bortuzzo sur la troisième ligne de défense de l'équipe. Les Penguins remportent le match 2-1 et il devient le premier ancien joueur des Sea Dogs à inscrire un point dans la LNH avec une passe décisive sur le but de la victoire inscrit par Chris Kunitz.
Il est sélectionné en cours de saison pour jouer le Match des étoiles de la LAH avec l'association de l'Est. Il joue dix-huit rencontres au cours de la saison 2011-2012 avec l'équipe de Pittsburgh et fait également ses débuts dans les séries de la coupe Stanley alors que les Penguins perdent au premier tour contre les Flyers de Philadelphie. À la suite de cette élimination, il rejoint l'équipe des Penguins de la LAH engagée dans les séries de la coupe Calder. Il est échangé aux Ducks d'Anaheim contre le défenseur Ben Lovejoy.
Le 9 octobre 2015, il signe un nouveau contrat avec les Ducks pour cinq saisons pour une valeur de 3,7 millions de dollars annuels.

## Statistiques

### En club
| Saison     | Équipe                            | Ligue       |     | Saison régulière | Saison régulière | Saison régulière | Saison régulière | Saison régulière |   | Séries éliminatoires | Séries éliminatoires | Séries éliminatoires | Séries éliminatoires | Séries éliminatoires |
| Saison     | Équipe                            | Ligue       | PJ  | B                | A                | Pts              | Pun              | PJ               | B | A                    | Pts                  | Pun                  |                      |                      |
| 2006-2007  | Rousseau-Sports de Laval-Bourassa | AAA         | 42  | 8                | 31               | 39               | 36               | 5                | 0 | 2                    | 2                    | 8                    |                      |                      |
| 2007-2008  | Sea Dogs de Saint-Jean            | LHJMQ       | 64  | 1                | 13               | 14               | 30               | 14               | 0 | 4                    | 4                    | 18                   |                      |                      |
| 2008-2009  | Sea Dogs de Saint-Jean            | LHJMQ       | 66  | 2                | 30               | 32               | 74               | 4                | 0 | 4                    | 4                    | 2                    |                      |                      |
| 2009-2010  | Sea Dogs de Saint-Jean            | LHJMQ       | 63  | 9                | 38               | 47               | 87               | 21               | 2 | 17                   | 19                   | 18                   |                      |                      |
| 2010-2011  | Sea Dogs de Saint-Jean            | LHJMQ       | 47  | 13               | 28               | 41               | 54               | 19               | 4 | 8                    | 12                   | 16                   |                      |                      |
| 2011       | Sea Dogs de Saint-Jean            | C. Memorial | -   | -                | -                | -                | -                | 3                | 1 | 0                    | 1                    | 8                    |                      |                      |
| 2011-2012  | Penguins de Wilkes-Barre/Scranton | LAH         | 44  | 5                | 10               | 15               | 45               | 10               | 1 | 1                    | 2                    | 2                    |                      |                      |
| 2011-2012  | Penguins de Pittsburgh            | LNH         | 18  | 1                | 3                | 4                | 10               | 3                | 0 | 0                    | 0                    | 2                    |                      |                      |
| 2012-2013  | Penguins de Wilkes-Barre/Scranton | LAH         | 27  | 4                | 3                | 7                | 28               | -                | - | -                    | -                    | -                    |                      |                      |
| 2012-2013  | Penguins de Pittsburgh            | LNH         | 33  | 2                | 5                | 7                | 20               | 3                | 0 | 0                    | 0                    | 0                    |                      |                      |
| 2013-2014  | Penguins de Wilkes-Barre/Scranton | LAH         | 36  | 6                | 17               | 23               | 39               | 17               | 2 | 7                    | 9                    | 32                   |                      |                      |
| 2013-2014  | Penguins de Pittsburgh            | LNH         | 34  | 0                | 5                | 5                | 26               | -                | - | -                    | -                    | -                    |                      |                      |
| 2014-2015  | Penguins de Pittsburgh            | LNH         | 58  | 2                | 15               | 17               | 60               | -                | - | -                    | -                    | -                    |                      |                      |
| 2014-2015  | Ducks d'Anaheim                   | LNH         | 16  | 1                | 5                | 6                | 22               | 16               | 1 | 6                    | 7                    | 6                    |                      |                      |
| 2015-2016  | Ducks d'Anaheim                   | LNH         | 32  | 0                | 4                | 4                | 8                | 7                | 0 | 0                    | 0                    | 6                    |                      |                      |
| 2015-2016  | Gulls de San Diego                | LAH         | 4   | 1                | 1                | 2                | 6                | -                | - | -                    | -                    | -                    |                      |                      |
| 2016-2017  | Ducks d'Anaheim                   | LNH         | 1   | 0                | 0                | 0                | 0                | -                | - | -                    | -                    | -                    |                      |                      |
| 2017-2018  | HC Slovan Bratislava              | KHL         | 44  | 4                | 7                | 11               | 84               | -                | - | -                    | -                    | -                    |                      |                      |
| 2018-2019  | Rocket de Laval                   | LAH         | 5   | 1                | 1                | 2                | 4                | -                | - | -                    | -                    | -                    |                      |                      |
| 2018-2019  | Kölner Haie                       | DEL         | 7   | 0                | 3                | 3                | 6                | 10               | 1 | 3                    | 4                    | 43                   |                      |                      |
| 2019-2020  | IK Oskarshamn                     | SHL         | 41  | 4                | 13               | 17               | 55               | -                | - | -                    | -                    | -                    |                      |                      |
| 2020-2021  | Eisbären Berlin                   | DEL         | 19  | 3                | 7                | 10               | 14               | 9                | 1 | 4                    | 5                    | 6                    |                      |                      |
| 2021-2022  | Eisbären Berlin                   | DEL         | 52  | 2                | 17               | 19               | 23               | 11               | 0 | 2                    | 2                    | 12                   |                      |                      |
| 2022-2023  | EC Villacher SV                   | ICEHL       | 43  | 3                | 12               | 15               | 26               | 5                | 0 | 0                    | 0                    | 4                    |                      |                      |
| 2023-2024  | Nottingham Panthers               | EIHL        | 44  | 2                | 10               | 12               | 24               | -                | - | -                    | -                    | -                    |                      |                      |
| Totaux LNH | Totaux LNH                        | Totaux LNH  | 193 | 6                | 37               | 43               | 150              | 29               | 1 | 6                    | 7                    | 14                   |                      |                      |

### En équipe nationale
| Année | Compétition                          |   | PJ | B | A | Pts | Pun | +/-               |  | Résultat |
| 2009  | Championnat du monde moins de 18 ans | 6 | 0  | 2 | 2 | 8   | +5  | Quatrième place   |  |          |
| 2011  | Championnat du monde junior          | 7 | 0  | 3 | 3 | 0   | +7  | Médaille d'argent |  |          |

## Trophées et honneurs personnels
- 2007 : premier choix du repêchage de la LHJMQ par les Sea Dogs de Saint-Jean
- 2007-2008 : sélectionné dans l'équipe des recrues de la LHJMQ
- 2009-2010
  - trophée Jean-Rougeau pour les Sea Dogs en tant que meilleure équipe de la saison
  - trophée Robert-Lebel pour les Sea Dogs en tant qu'équipe ayant accordé le moins de but de la saison
- 2010-2011
  - trophée Jean-Rougeau
  - trophée Robert-Lebel
  - trophée Luc-Robitaille pour les Sea Dogs en tant qu'équipe ayant inscrit le plus de but de la saison
  - récipiendaire du trophée Émile-Bouchard du meilleur défenseur de la LHJMQ
  - nommé dans la première équipe d'étoiles de la LHJMQ
  - Coupe du Président en tant que champion des séries de la LHJMQ
  - Coupe Memorial de la LCH
- 2011-2012 : sélectionné pour jouer le Match des étoiles de la LAH

## Vie personnelle
Il est un ami d'enfance d'Eliezer Sherbatov, avec qui il a joué alors que les deux évoluaient pour le HC Slovan Bratislava.